# グッド・リダンス (タイム・オブ・ユア・ライフ)
「グッド・リダンス (タイム・オブ・ユア・ライフ)」（Good Riddance (Time of Your Life)）は、アメリカのロックバンド、グリーン・デイの楽曲。バンドの5作目のアルバム『ニムロッド』からシングル・カットされ、アメリカのモダンロックチャートで2位を記録した。アメリカ等では、卒業式や結婚式の定番ソングとなっている。
作詞はビリー・ジョー・アームストロング、作曲はグリーン・デイ。

## 概要
シングル「ブレイン・シチュー」のカップリングとして、すでに発表されている。
全編、アコースティック・ギターの伴奏にボーカルで進行する。途中からストリングスも伴奏に加わる。
ミュージック・ビデオも作成され、DVD『インターナショナル・スーパーヒッツ・ビデオ!』に収録されている。
ライヴでは、オリジナルと同じくアコースティック・ギターによる弾き語りだが、ライブ・アルバム『ブレット・イン・ア・バイブル』などに収録されているように、エレキギターで演奏される場合も多い。
その他、バンドのコンピレーション・アルバム『インターナショナル・スーパーヒッツ!』にも収録されている。